# 球花党参
球花党参（学名：Codonopsis subglobosa）是桔梗科党参属的植物，是中国的特有植物。分布于中国大陆的云南、四川等地，生长于海拔2,500米至3,500米的地区，多生长于山地草坡、多石砾处及沟边灌丛中，目前尚未由人工引种栽培。